# Sigaol Marbun
Sigaol Marbun is een bestuurslaag in het regentschap Samosir van de provincie Noord-Sumatra, Indonesië. Sigaol Marbun telt 1592 inwoners (volkstelling 2010).